# Oh My Wish! / Sukatto My Heart / Ima Sugu Tobikomu Yūki
Singles par Morning Musume
Seishun Kozō ga Naiteiru / Yūgure wa Ameagari / Ima Koko Kara
(2015) Tsumetai Kaze to Kataomoi / Endless Sky / One and Only
(2015)
Oh My Wish! / Sukatto My Heart / Ima Sugu Tobikomu Yūki (Oh my wish!／スカッとMy Heart／今すぐ飛び込む勇気, ou ... Ima Sugu Tobikomu Yuuki) est le titre officiel du 59e single de Morning Musume, en fait attribué à "Morning Musume。'15". Un tiers des éditions est en fait titré Sukatto My Heart / Ima Sugu Tobikomu Yūki / Oh My Wish! (スカッとMy Heart／今すぐ飛び込む勇気／Oh my wish!), et un tiers est titré Ima Sugu Tobikomu Yūki / Oh My Wish! / Sukatto My Heart (今すぐ飛び込む勇気／Oh my wish!／スカッとMy Heart).

## Présentation
Le single, écrit, composé et produit par Tsunku (sauf un titre), sort le 19 août 2015 au Japon sur le label zetima, quatre mois après le précédent single, Seishun Kozō ga Naiteiru / Yūgure wa Ameagari / Ima Koko Kara. Il atteint la 2e place du classement hebdomadaire des ventes de l'Oricon, avec un total d'environ 141 000 exemplaires vendus durant la première semaine.
C'est le troisième disque que sort le groupe sous son appellation temporaire "Morning Musume '15" (モーニング娘。’15, prononcé « one five ») destinée à être utilisée durant l'année 2015, après le précédent single et la bande originale de la comédie musicale Triangle. C'est son quatrième single "triple face A" officiel (et le troisième d'affilée), contenant trois chansons principales et leurs versions instrumentales (Oh My Wish!, Sukatto My Heart, et Ima Sugu Tobikomu Yūki) ; c'est donc son quatrième single à ne pas contenir de "face B" (alias c/w) officielle. 
C'est le deuxième single du groupe avec les quatre nouvelles membres de la "12e génération" intégrées en début d'année : Haruna Ogata, Miki Nonaka, Maria Makino, et Akane Haga.
Chaque chanson met en avant certaines membres du groupe : ainsi Oh my Wish! met en avant Kanon Suzuki, Haruna Iikubo, Haruka Kudo, Sakura Oda et Masaki Sato ainsi que 2 membres de la 12e génération : Haruna Ogata & Akane Haga.
Sukatto my Heart reprend la même répartition des lignes que les singles précédents et Ima Sugu Tobikomu Yūki met en avant Mizuki Fukumura, Erina Ikuta, Masaki Sato et les deux autres membres de la 12e génération : Miki Nonaka & Maria Makino
Contrairement aux six singles le précédant (sortis en deux éditions régulières et quatre limitées), il sort cette fois en trois éditions régulières différentes notées "A", "B", et "C", avec des pochettes différentes et incluant une carte de collection (sur quatorze possible pour chaque édition de ce single : une de chacune des treize membres et une du groupe, en costumes de scène différents pour la "A", la "B" ou pour la "C"). Il sort également dans trois éditions limitées, notées "A", "B", et "C", avec des pochettes différentes et contenant chacune un DVD différent en supplément ainsi qu'un ticket de loterie pour participer à une rencontre avec le groupe.
L'ordre des titres diffère selon les éditions : les éditions (régulière et limitée) "B" sont en fait titrées Sukatto My Heart / Ima Sugu Tobikomu Yūki / Oh My Wish! sur leur pochette et contiennent les chansons dans cet ordre, tandis que les éditions "C" sont titrées Ima Sugu Tobikomu Yūki / Oh My Wish! / Sukatto My Heart sur leur pochette avec les chansons dans cet ordre.

## Formation
Membres du groupe créditées sur le single :
- 9e génération : Mizuki Fukumura, Erina Ikuta, Riho Sayashi, Kanon Suzuki
- 10e génération : Haruna Iikubo, Ayumi Ishida, Masaki Satō, Haruka Kudō
- 11e génération : Sakura Oda
- 12e génération : Haruna Ogata, Miki Nonaka, Maria Makino, Akane Haga

## Listes des titres
Crédits
- Oh My Wish! est écrit et composé par Tsunku, et arrangé par Kaoru Okubo.
- Sukatto My Heart est écrit et composé par Tsunku, et arrangé par Shunsuke Suzuki.
- Ima Sugu Tobikomu Yūki est écrit par Ameko Kodama et Yoshiko Miura, composé par Taisei, et arrangé par Pierre Yusuke Hamada.

| 1. | Oh My Wish! (Oh my wish!)                                      | 04:27 |
| 2. | Sukatto My Heart (スカッとMy Heart)                            | 04:05 |
| 3. | Ima Sugu Tobikomu Yūki (今すぐ飛び込む勇気)                    | 04:35 |
| 4. | Oh My Wish! (instrumental) (Oh my wish! ...)                   | 04:27 |
| 5. | Sukatto My Heart (instrumental) (スカッとMy Heart ...)         | 04:05 |
| 6. | Ima Sugu Tobikomu Yūki (instrumental) (今すぐ飛び込む勇気 ...) | 04:36 |

| 1. | Oh My Wish! (Music Video) (Oh my wish! ...) |  |

| 1. | Sukatto My Heart (スカッとMy Heart)                            | 04:05 |
| 2. | Ima Sugu Tobikomu Yūki (今すぐ飛び込む勇気)                    | 04:35 |
| 3. | Oh My Wish! (Oh my wish!)                                      | 04:27 |
| 4. | Sukatto My Heart (instrumental) (スカッとMy Heart ...)         | 04:05 |
| 5. | Ima Sugu Tobikomu Yūki (instrumental) (今すぐ飛び込む勇気 ...) | 04:34 |
| 6. | Oh My Wish! (instrumental) (Oh my wish! ...)                   | 04:28 |

| 1. | Sukatto My Heart (Music Video) (スカッとMy Heart ...) |  |

| 1. | Ima Sugu Tobikomu Yūki (今すぐ飛び込む勇気)                    | 04:35 |
| 2. | Oh My Wish! (Oh my wish!)                                      | 04:27 |
| 3. | Sukatto My Heart (スカッとMy Heart)                            | 04:05 |
| 4. | Ima Sugu Tobikomu Yūki (instrumental) (今すぐ飛び込む勇気 ...) | 04:34 |
| 5. | Oh My Wish! (instrumental) (Oh my wish! ...)                   | 04:27 |
| 6. | Sukatto My Heart (instrumental) (スカッとMy Heart ...)         | 04:07 |

| 1. | Ima Sugu Tobikomu Yūki (Music Video) (今すぐ飛び込む勇気 ...) |  |